# Фото кино видео клуб Рада Крстић
Фото, кино и видео клуб Рада Крстић је клуб посвећен фотографима, и фотографским ентузијастима и постоји дуже од једног века.

## Историјат и развој
У новембру 1904. године одржана је оснивачка скупштина Аматерског фотографског удружења Бач-бодрошке жупаније. Прва изложба фотографија са више од 500 фотографија из тадашње Аустроугарске монархије имала је успешан одзив. Већ у првој деценији 20. века сомборско фотографско друштво доласком Ернеста Бошњака постаје пионирски центар војвођанског филма. Од краја Другог светског рата удружење мења назив у Фото, кино и видео клуб “Рада Крстић”. Прва клупска изложба након рата одржава се 1950. године на којој је председник жирија био је сликар Милан Коњовић. 

## Клуб данас
Фото, кино и видео клуб Рада Крстић је једно од најактивнијих удружења ентузијаста у Сомбору, које окупља фотографе.  У склопу клуба, редовно се одржавају радионице и састанци. 